# Brassói aprópecsenye
A brassói aprópecsenye egy sertéshúsból készített főfogás. Eredete ismeretlen, többféle legenda övezi.

## Eredete
A legvalószínűbb elmélet szerint a brassói aprópecsenye receptjét Gróf Nándor vasutasszakács találta ki 1948-ban, a Budapest–Brassó között közlekedő járaton (sertés-szűz hús, fokhagyma, fekete bors, burgonya összetevőkkel).
Dózsa György mesterszakács azonban egy 19. századi szakácskönyvre hivatkozva állítja, hogy Brassóból származik ez az étel, ami egy fokhagymás marhatokány.
Csáky Sándor a XX. századi Szakácsművészet című könyve szerint a brassói eredete ismeretlen, viszont bélszínből készül (paradicsom, vörösbor, gomba, tarhonya).
Pető Gyula Ételkészítési ismeretek című szakkönyve szűzpecsenyét készíttet füstölt szalonnával, fokhagymával, főtt burgonyával. Az eredetről nem beszél.
Papp Endre állítja, hogy a receptet ő találta ki egy versenyre 1950-ben és trianoni nosztalgiából nevezte el (szalonnás, szűzpecsenyés, hagymás, zöldborsós, paradicsomos, zöldpaprikás recept, resztelt burgonyával).
Az óbudai Weiss kocsma tulajdonosának felesége találta ki a brassóit egy más változat szerint mint egytálételt Brassóy Károly asztalos mester születésnapjára. Ez majoránnás, hagymás sertéshús, tarhonyával.

## Megjegyzés
1. ↑  Papp Endre: – 1950. szeptember 17-én alkottam ezt az ételt egy ételújítási versenyre. A szavai szerint: „Szeptember 15-én kaptunk árut a konyhára, konkrétan 137 sertésfarkat. Szépek voltak, le kellett őket »snájdolni«. Még a pincérek is ezzel foglalkoztak. Ezekből a sertésfarkakból készült az első ilyen étel, noha a receptben már valóban sertésszűz(pecsenye) szerepelt. – S hogy miért lett brassói? – Mert Kolozsvárról ugye már elnevezték a kolozsvári töltött káposztát, Erdélyről az erdélyi rakott káposztát… 1950-ben bennem még nagyon élt Trianon emléke, ezért nem akartam Erdélyt kihagyni, s így a névadáskor Brassóra esett a választásom, mert erről a városról még akkor nem neveztek el ételt…”
A Papp Endre által írt recept szerint a brassói aprópecsenye hozzávalói 10 adagra;
1,6 kg sertésszűzpecsenye
0,3 kg kolozsvári szalonna
0,5 kg vöröshagyma
0,1 kg sertészsír
0,3 kg zöldpaprika
0,2 kg paradicsom
0,5 kg zsenge zöldborsó
1 db hegyes erőspaprika